# Rush (serie televisiva 2014)
Rush è una serie televisiva statunitense, trasmessa per la prima volta su USA Network a partire dal 17 luglio 2014 fino al 18 settembre 2014. Il 2 ottobre 2014 USA Network ha annunciato che la serie non sarebbe stata rinnovata per una seconda stagione.
La serie è andata in onda in Italia su Fox, canale della piattaforma satellitare Sky dal 6 luglio al 24 agosto 2015.

## Trama
La serie tratta della storia di un medico di Los Angeles, il Dott. William P. Rush, uomo che conduce una vita mondana sfrenata e con una clientela estremamente particolare, composta esclusivamente da persone ricche e con la vita piena di segreti. Dopo che il Dott. William Rush è stato licenziato da uno dei principali ospedali di Los Angeles, si è buttato sulla medicina a domicilio, facendo visite a casa e sui luoghi di lavoro di personaggi ricchi e celebrità di Hollywood in cerca della sua assistenza, spesso richiedendo l'assoluto segreto e la massima riservatezza. Rush richiede per i suoi servizi pagamenti in contanti, spesso migliaia di dollari, in anticipo. Rush utilizza gran parte di questo denaro per soddisfare le sue abitudini in fatto di droga: uno dei personaggi principali della serie, Manny Maquis, è il suo spacciatore.
Altro personaggio della serie è il miglior amico di Rush, il Dott. Alex Burke, che, a differenza di Rush, lavora ancora nell'ospedale e cerca di essere un marito fedele ed un buon padre. Eve Parker è l'assistente di Rush, che non solo prende gli appuntamenti per Rush, ma cerca anche di tenerlo sulla buona strada.

## Episodi
| Stagione       | Episodi | Prima TV originale | Prima TV Italia |
| -------------- | ------- | ------------------ | --------------- |
| Prima stagione | 10      | 2014               | 2015            |

## Personaggi principali
- Dottor William P. Rush, interpretato da Tom Ellis, doppiato da Riccardo Rossi.
- Dottor Alex Burke, interpretato Larenz Tate, doppiato da Nanni Baldini.
- Eve Parker, interpretata da Sarah Habel, doppiata da Gaia Bolognesi.
- Manny Maquis, interpretato da Rick Gonzalez, doppiato da Roberto Gammino.

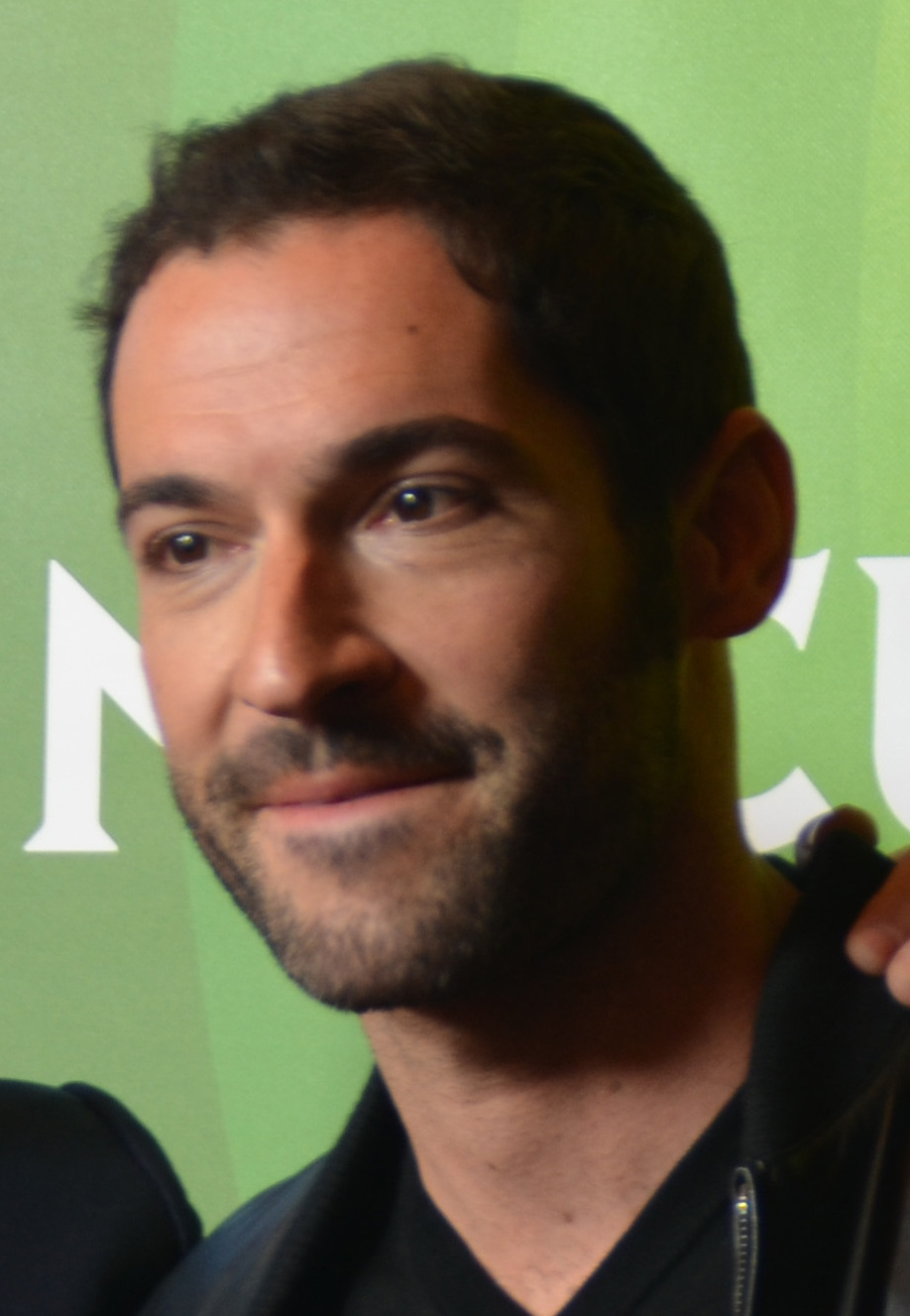
Tom Ellis interpreta William P. Rush
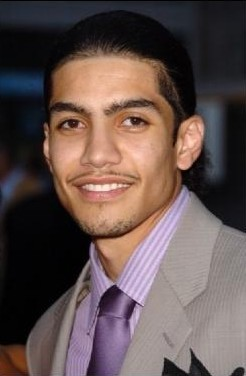
Rick Gonzalez interpreta Manny Maquis

### Personaggi ricorrenti
- Laurel Burke, interpretata da Erica Cerra, doppiata da Rossella Acerbo.
- Sarah Peterson, interpretata da Odette Yustman, doppiata da Emanuela Damasio.
- Corrine Rush, interpretata da Rachel Nichols, doppiata da Eleonora De Angelis.
- Dottor Warren Rush, interpretato da Harry Hamlin, doppiato da Gianni Giuliano.
- J.P., interpretato da Warren Christie, doppiato da Marco Vivio.

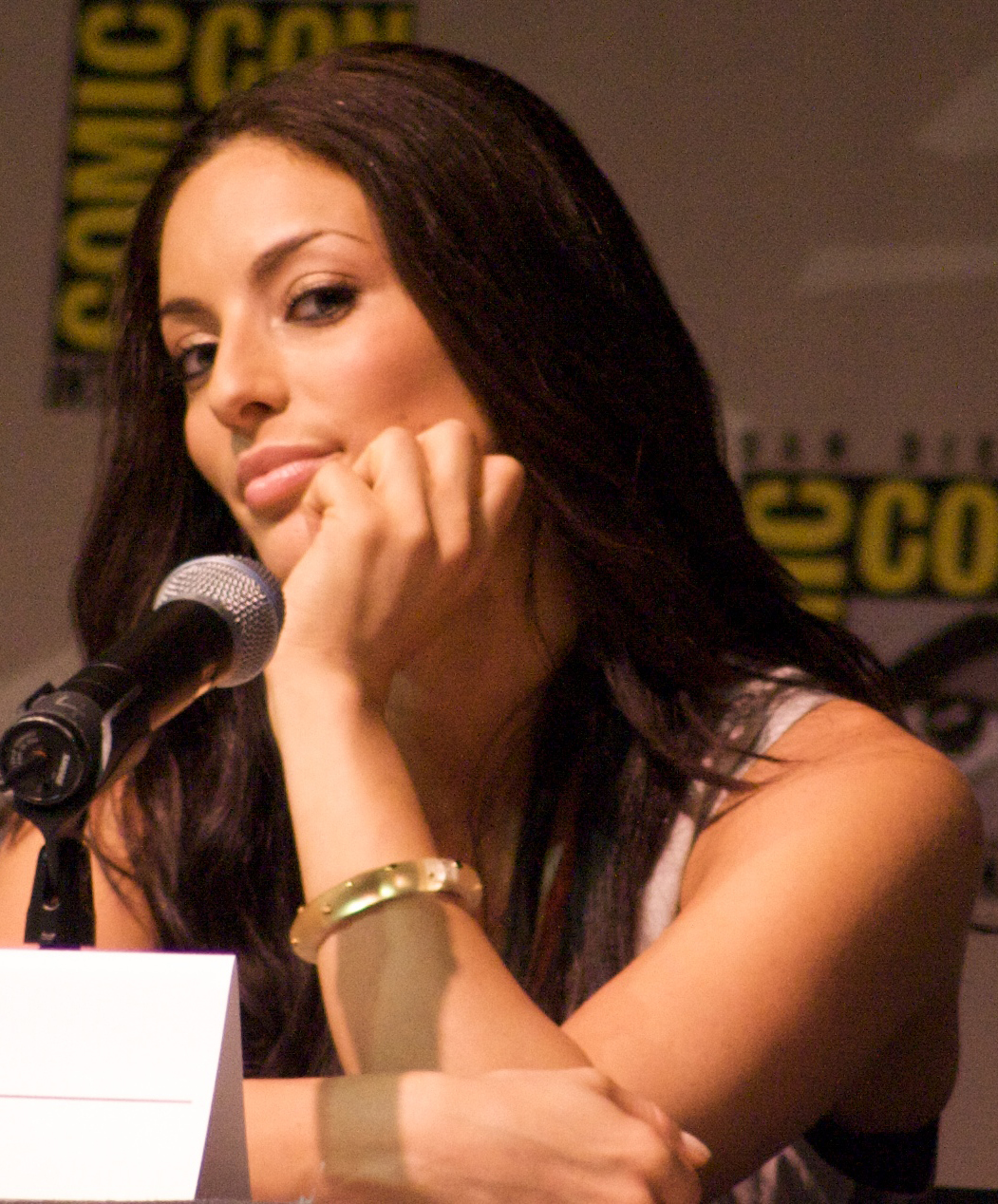
Erica Cerra interpreta Laurel Burke
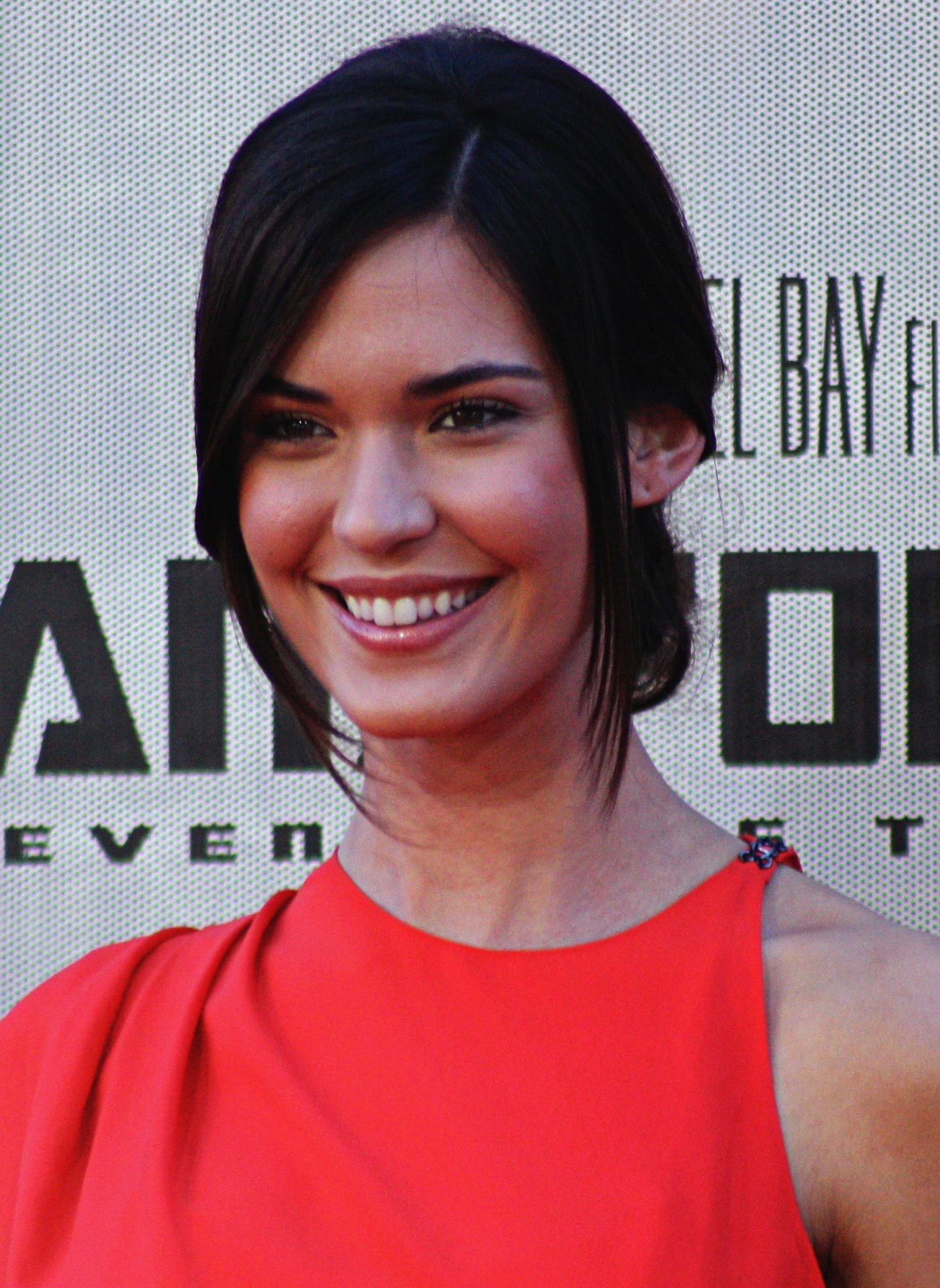
Odette Yustman interpreta Sarah Peterson
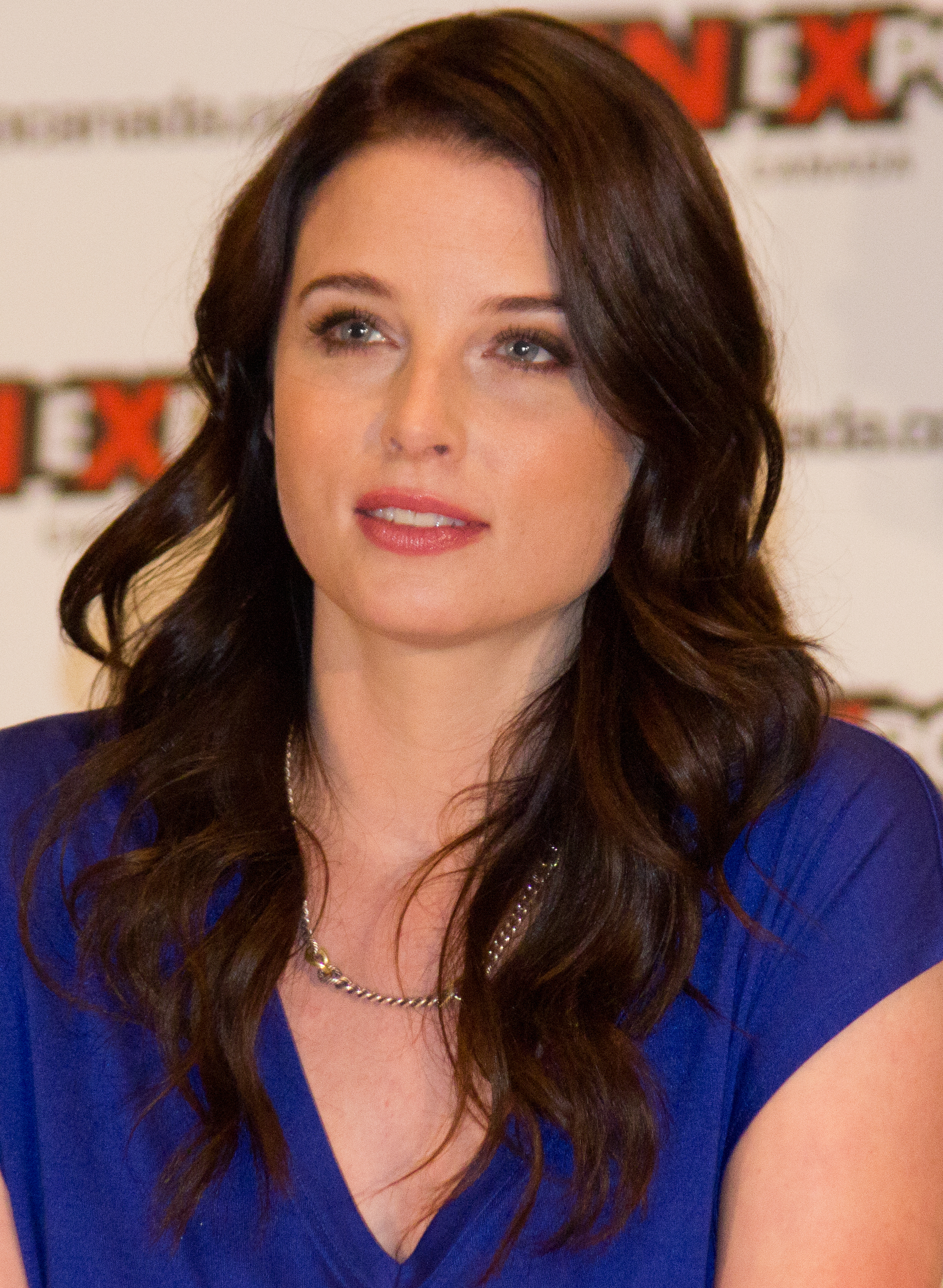
Rachel Nichols interpreta Corrine Rush
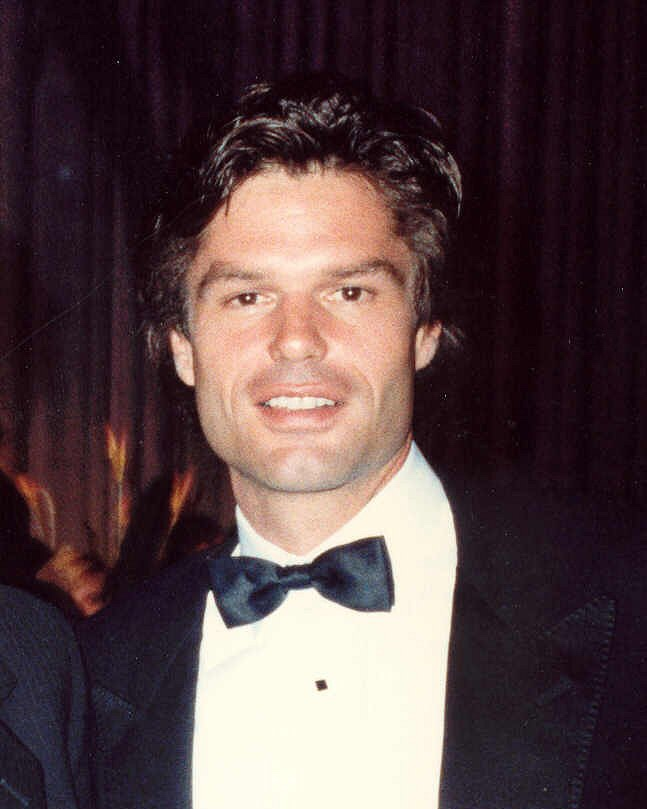
Harry Hamlin interpreta Warren Rush

## Produzione
Originariamente la serie è stata sviluppata da Fox 21 ed è stata scritta e diretta da Jonathan Levine, insieme a Gina Matthews e Gretta Scharbo. Adam Fierro ne è stato produttore esclusivo. Rush è stata girata a Vancouver in Canada.

## Critica
Rush ha ottenuto un punteggio di 44 su 100 da Metacritic sulla base di 14 recensioni.